# Friends Can Be Lovers
| Оценки критиков                   | Оценки критиков |
| Источник                          | Оценка          |
| --------------------------------- | --------------- |
| AllMusic                          | [ 1 ]           |
| Encyclopedia of Popular Music     | [ 2 ]           |
| The New Rolling Stone Album Guide | [ 3 ]           |

Friends Can Be Lovers — двадцать восьмой студийный альбом американской певицы Дайон Уорвик, выпущенный в 1993 году на лейбле Arista Records. Продюсером альбома стал Клайв Дэвис.

## Об альбоме
В альбоме представлено несколько стилей, включая традиционную поп-музыку («Age of Miracles» и «I Sing at Dawn»), баллады (кавер-версия «Fragile» и дуэт с Уитни Хьюстон «Love Will Find a Way»), фанк («Much Too Much»). Впервые за долгое время певица записывает песню («Sunny Weather Lover»), написанную Бертом Бакараком и Хэлом Дэвидом, которые работали с певицей в шестидесятые годы.
Лид-синглом из альбома была выбрана песня «Where My Lips Have Been», она достигла 95 места в чарте Hot R&B Singles. Сама пластинка заняла 85 место в чарте Top R&B Albums.

## Список композиций
| №   | Название                                           | Автор(ы)                                 | Длительность |
| --- | -------------------------------------------------- | ---------------------------------------- | ------------ |
| 1.  | «Sunny Weather Love»                               | Берт Бакарак, Хэл Дэвид                  | 4:09         |
| 2.  | «Age of Miracles»                                  | Фрэнк Мускер, Ричард Керр                | 4:41         |
| 3.  | «Where My Lips Have Been»                          | Роберт Бернс, Сэнди Нокс, Дон Хабер      | 4:35         |
| 4.  | «Friends Can Be Lovers»                            | Лиза Стэнсфилд, Йен Давэни, Энди Моррис  | 5:28         |
| 5.  | «Love Will Find a Way» (duet with Whitney Houston) | Дэвид Эллиот, Терри Стил                 | 4:56         |
| 6.  | «Much Too Much»                                    | Дайан Уоррен                             | 4:29         |
| 7.  | «Til the End of Time»                              | Дэвид Эллиот, Барри Истмонд, Терри Стил  | 5:11         |
| 8.  | «The Woman That I Am»                              | Барри Истмонд, Сайда Гарретт             | 4:35         |
| 9.  | «Fragile»                                          | Стинг                                    | 4:09         |
| 10. | «I Sing at Dawn»                                   | Токико Иватани, Дайон Уорвик, Таку Изуми | 4:27         |

## Чарты
| Чарт (1993)                            | Высшая позиция |
| -------------------------------------- | -------------- |
| США (Billboard Top R&B/Hip-Hop Albums) | 85             |